# 384
384（三百八十四、三八四、さんびゃくはちじゅうよん）は自然数、また整数において、383の次で385の前の数である。

## 性質
- 384は合成数であり、約数は1, 2, 3, 4, 6, 8, 12, 16, 24, 32, 48, 64, 96, 128, 192, 384である。
  - 約数の和は1020。
  - 92番目の過剰数である。1つ前は380、次は390。
  - 約数を16個もつ11番目の数である。1つ前は378、次は390。
- 384 = 2 × 4 × 6 × 8
  - 1桁の正の偶数の総乗である。二重階乗の記号を使えば 384 = 8!! と表せる。1つ前は105、次は945。
  - 偶数の総乗とみたとき1つ前は48、次は3840。
- 384 = 27 × 3
  - n = 7 のときの 2n × 3 の値とみたとき1つ前は192、次は768。(オンライン整数列大辞典の数列 A007283)
  - 2つの異なる素因数の積で p 7 × q の形で表せる最小の数である。次は640。(オンライン整数列大辞典の数列 A179664)
  - 2i × 3 j (i ≧ 1, j ≧ 1) の形で表せる17番目の数である。1つ前は324、次は432。(オンライン整数列大辞典の数列 A033845)
- 384 = 6 × 26
  - n = 6 のときの n × 2n の値とみたとき1つ前は160、次は896。(オンライン整数列大辞典の数列 A036289)
- 384 = 6 × 43
  - n = 4 のときの 6n 3 の値とみたとき1つ前は162、次は750。(オンライン整数列大辞典の数列 A244726)
  - n = 3 のときの 6 × 4n の値とみたとき1つ前は96、次は1536。(オンライン整数列大辞典の数列 A002023)
- 384 = 6 × 82
  - n = 8 のときの 6n 2 の値とみたとき1つ前は294、次は486。(オンライン整数列大辞典の数列 A033581)
- 384 = 24 × 4!
  - n = 4 のときの 2n × n! の値とみたとき1つ前は48、次は3840。(オンライン整数列大辞典の数列 A000165)
- 3842 + 1 = 147457 であり、n 2 + 1 が素数になる55番目の数である。1つ前は350、次は386。
- 1/384 = 0.0026041666… (下線部は循環節で長さは1)
  - 逆数が循環小数になる数で循環節が1になる28番目の数である。1つ前は375、次は450。(オンライン整数列大辞典の数列 A070021)
- 384 = 191 + 193 、双子素数の和で表せる14番目の数である。1つ前は360、次は396。(オンライン整数列大辞典の数列 A54735)
- 384 = 51 + 62 + 73 = (7 − 1) × (7 + 1)2 = 73 + 72 − 7 − 1
  - n = 7 のときの n3 + (n − 1)2 + (n − 2) の値とみたとき1つ前は245、次は567。(オンライン整数列大辞典の数列 A152619)
- 384 = 82 + 82 + 162
  - 3つの平方数の和1通りで表せる93番目の数である。1つ前は372、次は388。(オンライン整数列大辞典の数列 A025321)
- n = 384 のとき n と n − 1 を並べた数を作ると素数になる。n と n − 1 を並べた数が素数になる46番目の数である。1つ前は372、次は390。(オンライン整数列大辞典の数列 A054211)
- 384 = 202 − 16
  - n = 20 のときの n 2 − 16 の値とみたとき1つ前は345、次は425。(オンライン整数列大辞典の数列 A028566)
- 384 = 222 − 100
  - n = 22 のときの n 2 − 100 の値とみたとき1つ前は341、次は429。(オンライン整数列大辞典の数列 A120071)
- 約数の和が384になる数は6個ある。(186, 231, 254, 329, 341, 383) 約数の和6個で表せる4番目の数である。1つ前は288、次は768。
- 各位の和が15になる21番目の数である。1つ前は375、次は393。

## その他 384 に関連すること
- ISO 3166-1（JIS X 0304 国名コード）の384は、コートジボワール。
- 太陰太陽暦であるユダヤ暦は、閏年が384日になることがある。
- スカパー!のCh384は、レジャーチャンネル（ボートレース専門TV!）JLC384。
- ダンラップ(USS Dunlap, DD-384) は、アメリカ海軍の駆逐艦。
- ローデス(USS Rhodes, DE-384) は、アメリカ海軍の護衛駆逐艦。
- パーチー (USS Parche, SS-384/AGSS-384) は、アメリカ海軍の潜水艦。